# Ministerstwo Kultury i Sportu (Izrael)
Ministerstwo Kultury i Sportu Izraela (hebr.: משרד התרבות והספורט, Misrad HaTarbut VeHaSport, arb.: وزارة الثقافة والرياضة) – ministerstwo rządowe odpowiadające za sprawy dotyczące kultury i sportu państwa Izrael.

## Historia
Kultura i sport przez lata były podległe innym ministerstwom. W latach 1949–1999 oraz 2003–2006 kultura, jak i sport, były częścią teki Ministerstwa Edukacji. W latach 2006–2009 obie dziedziny podlegały Ministerstwu Nauki i Technologii. Po uformowaniu się nowego rządu w 2009 roku, utworzone zostało stanowisko ministra kultury i sportu.

## Ministrowie
Lista ministrów kultury i sportu Izraela:
| Imię i nazwisko                  | Początek kadencji                | Koniec kadencji                  | Partia polityczna                | Rząd                             |
| Minister Nauki, Kultury i Sportu | Minister Nauki, Kultury i Sportu | Minister Nauki, Kultury i Sportu | Minister Nauki, Kultury i Sportu | Minister Nauki, Kultury i Sportu |
| -------------------------------- | -------------------------------- | -------------------------------- | -------------------------------- | -------------------------------- |
| Mattan Wilnaj                    | 5 sierpnia 1999                  | 2 listopada 2002                 | Partia Pracy                     | 28.                              |
| Ofir Pines-Paz                   | 4 maja 2006                      | 1 listopada 2006                 | Partia Pracy                     | 31.                              |
| Raleb Madżadele                  | 29 stycznia 2007                 | 31 marca 2009                    | Partia Pracy                     | 31.                              |
| Minister Kultury i Sportu        |                                  |                                  |                                  |                                  |
| Limor Liwnat                     | 31 marca 2009                    | 14 maja 2015                     | Likud                            | 32, 33.                          |
| Miri Regew                       | 14 maja 2015                     | 17 maja 2020                     | Likud                            | 34.                              |
| Jechi’el Mosze Troper            | 17 maja 2020                     | 29 grudnia 2022                  | Niebiesko-Biali                  | 35, 36                           |
| Miki Zohar                       | 29 grudnia 2022                  |                                  | Likud                            | 37.                              |